# حسن‌آباد (طارم سفلی)
حسن‌آباد یک منطقهٔ مسکونی در ایران است که در دهستان خندان واقع شده‌است. حسن‌آباد ۱۷۲ نفر جمعیت دارد.